# Автозаводская площадь
А̀втозаво́дская площадь — площадь в Южном административном округе города Москвы на территории Даниловского района. Площадь расположена между Автозаводской улицей, Первым Автозаводским проездом, Третьим Автозаводским проездом и улицей Мастеркова.

## История
Возникла в 1930-е годы, но название получила лишь 15 марта 1954 года по прилегающей к ней Автозаводской улице. Собственных домов площадь не имеет. С северо-востока к ней примыкают торговые ряды, в которых ранее располагался крепёжный цех завода «Динамо», с северо-запада — здание Префектуры ЮАО, с юга — вестибюль станции метро «Автозаводская».
У восточной границы площади расположен памятник ополченцам Пролетарского района, погибшим в Великой Отечественной войне, открытый 6 мая 1980 года.

## Транспорт
Вблизи площади расположена станция метро «Автозаводская» Замоскворецкой линии Московского метрополитена.
По площади проходят автобусы 766, c799, с835, 944.